# 加拉 (夏朗德省)
加拉（法語：Garat，法語發音：[ɡaʁa]）是法国夏朗德省的一个市镇，属于昂古莱姆区。

## 地理
加拉（45°37'33"N, 0°15'48"E）面积19.44 平方千米，位于法国新阿基坦大区夏朗德省，该省份为法国西部内陆省份，北起德塞夫勒省和维埃纳省，东临上维埃纳省，东南至多尔多涅省，南至多爾多涅省，西接滨海夏朗德省。
与加拉接壤的市镇（或旧市镇、城区）包括：布厄、迪拉克、图夫尔河畔马尼亚克、莫尔纳克、塞尔、苏瓦约、图夫尔。

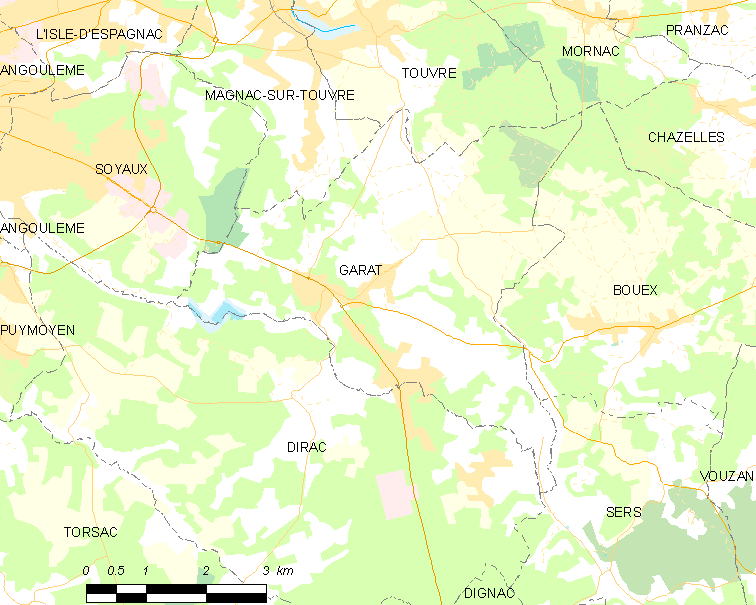
的OSM定位图

加拉的时区为UTC+01:00、UTC+02:00（夏令时）。

## 行政
加拉的邮政编码为16410，INSEE市镇编码为16146。

## 政治
加拉所属的省级选区为博埃姆-埃谢勒县。

## 人口

1962-2008年间人口变化图示

加拉于2022年1月1日时的人口数量为2111人。